# Orrtjärnen (Los socken, Hälsingland, 682305-147112)
Orrtjärnen är en sjö i Ljusdals kommun i Hälsingland och ingår i Ljusnans huvudavrinningsområde.